# Воскресенська церква (Хакодате)
Церква Воскресіння Господнього (яп. 主の復活聖堂, しゅのふっかつせいどう　сю-но-фуккацу сейдо) — церква в Японії, у місті Хакодате префектури Хоккайдо. Належить Японській православній церкві. Цінна культурна пам'ятка Японії.

## Короткі відомості

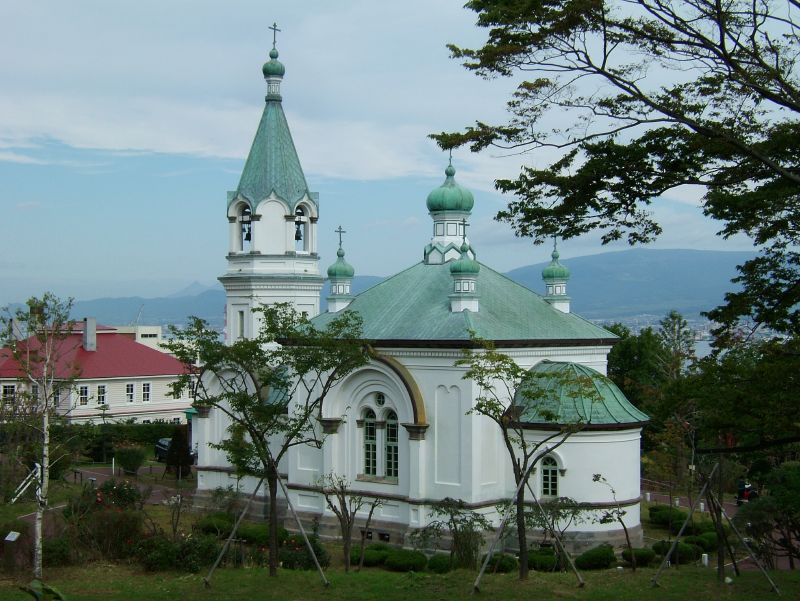
Церква Воскресіння Господнього в Хакодате.

Церква Воскресіння Господнього була заснована 1859 року російським консулом в Хакодате Йосипом Гошкевичем. Це був перший православний храм, збудований в Японії. З 1861 року в церкві працював Іван Касаткін, який заклав основи майбутньої Японської православної церкви. З 1873 по 1898 рік при храмі діяла початкова школа, а 1884 по 1893 рік — школа для дівчат.
1907 року церква повністю згоріла під час пожежі, що охопила все Хакодате. Відновлювальні роботи завершилися 1916 року. Новий храм був збудований цегляним, у змішаному псевдовізантійсько-російському стилі.
1988 року церква була занесена до списку цінних культурних пам'яток Японії. Вона підпорядковується Східнояпонській єпархії Японської православної церкви, яка завідує общинами Хоккайдо та регіону Тохоку.
Церква є однією з окрас Хакодате і, водночас, осередком російського культурного впливу. Мешканці міста називають її на буддистський лад «монастирем бам-бам» (ガンガン寺), за бій церковних дзвонів.